# Талиаферро, Мэйбл
Мэйбл Талиаферро (англ. Mabel Taliaferro, 21 мая 1887 — 24 января 1979) — американская актриса, кузина актрисы Бесси Баррискейл.
Родилась в Нью-Йорке в семье с итальянскими корнями по отцовской линии. В 1894 году у неё появилась сестра Эдит Талиаферро, также ставшая актрисой. В 1899 году Мэйбл Талиаферро дебютировала на Бродвее, где продолжала регулярно появляться до начала 1950-х годов. В 1912 году стартовала её карьера на киноэкранах, где у неё были роли в фильмах «Золушка» (1912), «Жизнерадостный ребёнок» (1912), «Пегги, обманчивая надежда» (1917) и ещё двух десятках картин до 1924 году. Последующие годы она уже редко появлялась на большом экране, сыграв на рубеже 1950-х годов ряд ролей и на телевидении.
Талиаферро четырежды была замужем: Фредерик Томпсон (1909—1911), актёр Томас Карриган (1913—1919), Джозеф О’Брайен (1920—1929) и актёр Роберт Обер. В 1960 году на Голливудской аллее славы была заложена её именная звезда. После выхода на пенсию актриса жила на Гавайях, где скончалась в 1979 году в возрасте 91 года.